# Rhipidia profana
Rhipidia profana är en tvåvingeart som först beskrevs av Alexander 1941.  Rhipidia profana ingår i släktet Rhipidia och familjen småharkrankar.
Artens utbredningsområde är Peru. Inga underarter finns listade i Catalogue of Life.